# 志筑忠雄

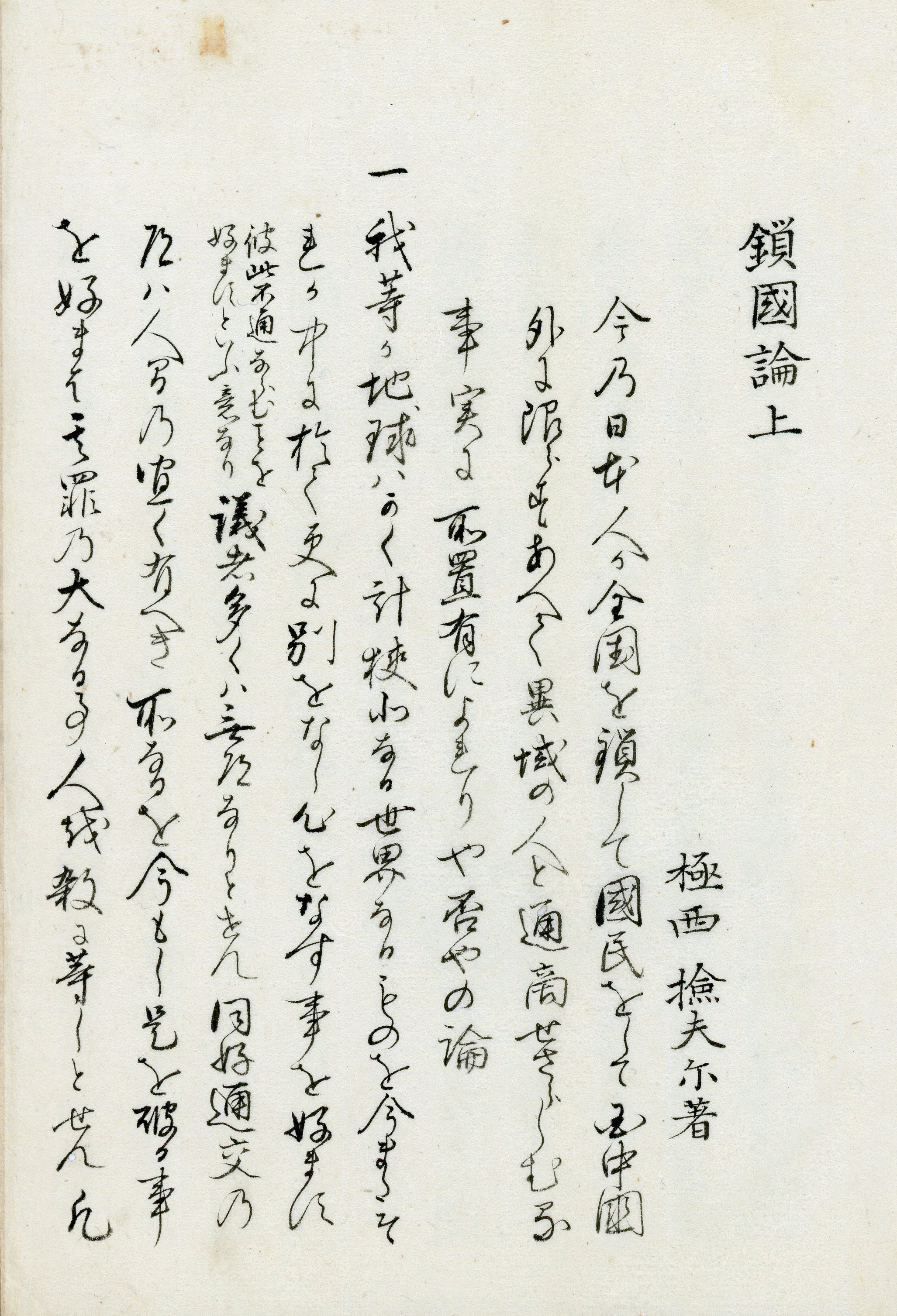
鎖国論、写本（江戸後期）

志筑 忠雄（しづき ただお、宝暦10年〈1760年〉- 文化3年7月8日〈1806年8月21日〉）は、江戸時代長崎の蘭学者。長崎の商家中野家三代用助の五男。地役人株を購入して阿蘭陀稽古通詞に就就任するも、のち辞職して実家中野家に出戻り、蘭書訳出とオランダ語学書執筆に専念。

## 人物・生涯
天文・物理・数学、地理誌・国際情勢といった分野を中心に、蘭書を底本とした各種和訳書を成し、その翻訳経験と知見に基づいて革命的なオランダ語学書を執筆した。
本姓中野氏、通称忠次郎。名をはじめは盈長、後に忠雄とする。晩年には体質が弱い謂である「蒲柳の質」をかけた「柳圃」を号し、また、末男の排行を含んだ「季飛」を字（あざな）とするとともに、詩才がありながらも素行の悪さから官職に就けなかった晩唐の詩人温庭筠に自身を託し、「飛卿」も字とした。
長崎で三井の用達を業としていた三代中野用助の五男として生まれ、中野家の貿易戦略から養父孫次郎の養子として阿蘭陀通詞志筑本家8代を継いだ。忠雄の経歴については長年『長崎通詞由緒書』の情報をもとに、阿蘭陀通詞志筑家の養子となり、安永5年（1776年）には稽古通詞となったが、その翌年病身を理由に辞職し、阿蘭陀通詞で西洋天文学に精通していた本木良永に師事したと信じられてきた。ところが、近年の研究成果によって、天明6年（1786年）まで同職を務めていたこと、良永の門弟ではなかったことが指摘されている。
その生涯は蘭書翻訳に身を捧げる一方、多病であったようである。馬場佐十郎、大槻玄幹、杉田玄白、新宮凉庭らの諸著述によって、忠雄は若くして病気を理由に阿蘭陀稽古通詞を辞し、隠居して人との交わりをできるだけ絶ち、およそ政治や現実問題とは無縁な生き方をしながら蘭書に没頭した人物と伝えられてきた。
大正5年（1916年）、従五位を追贈された。

## 業績・評価
忠雄の名が冠された著作は全て写本で伝わり、現在までに確認されているものは40点以上である。没後に編纂されたものも多く、いつ成立したのか、いつ写されたのかが不明のものも少なくないが、少なくとも生前の著作が25点であることが指摘されており、その大半は通詞を退任し、商家中野家に出戻りしてからの仕事である。
生前の著訳書の半分以上は西洋天文・物理学・数学関係の蘭書からの訳出で、「引力」や「遠心力」などの言葉を創出し、ニュートン物理学を初めて日本に導入することとなった『暦象新書』（1802成）がその代表的な仕事で、球面三角法の訳出も行った。ジョン・キールの翻訳とホイヘンスなどを参照にしつつ書いた自らの注釈であり、無限小概念や逆2乗の法則などに基づいてケプラーの第三法則などを基礎づけ、地動説を強固にするのには十分な内容で、自ら気圧を測る実験を行う記述もある。
次に多いのは、オランダ語文法に関する著書である。蘭書の各種オランダ語文典に基づいて編まれた忠雄の著作群は、「品詞」概念を初めて導入するなど日本のオランダ語学のレベルを飛躍的に向上させた。これらは『暦象新書』が完成した1802年以降、忠雄の晩年に成されたものが大半である。忠雄没後に、「弟子を名乗る人物」らによって「志筑忠雄」の名が明記されたオランダ語学関連著作が多数編纂されているが、そのどこまでが忠雄が伝えた内容であるかは確かめられていない。
最後に、前二者に比べると数は多くないが、世界地誌や国際情勢に関する和訳も認められる。「鎖国」という言葉を生み出した『鎖国論』（1801成）がこの分野の主たる作品である。
ところで、蘭学以外、すなわち漢学や国学などの素養については、忠雄のキャリアのうち最初期に成された世界の地理・事情に関する雑記帳『万国管闚』（1782序）から、その序文が山崎闇斎編『朱書抄略』（1681刊）に基づいていることが見て取れるとともに、享和3年（1803年）後半から文化2年2月の間に編まれたと目される蘭文和訳論「蘭学生前父」（オランダマナビウマレヌサキノチチ）において、忠雄がオランダ語和訳の理念的側面には荻生徂徠『訳文筌蹄』、和訳の実践的側面には本居宣長の国語学を援用していることが明らかにされている。
忠雄は「品詞」概念、名詞の性と格ならびに格変化、動詞の自他と曲用、時制、法などを蘭文典から学び取り、オランダ語を西洋文法カテゴリーの中で理解した日本史上初の人物である。その文法理解に基づいた読解は、同時代のいわゆる「欧文訓読」（オランダ語を書き下し文のように読む読解法）や「和解」（わげ：想定される読者に向けて解釈を交えて説明をする行為）とは一線を画し、現代の水準での「翻訳」と呼びうるものであった。その一方で、エンゲルベルト・ケンペル『日本誌』のオランダ語第2版（1733）の巻末附録の最終章を訳出した写本『鎖国論』（1801成）に付した忠雄の注釈や加筆に基づいて、忠雄には排外的な側面が見られることが指摘されてきた。確かに忠雄は「蘭学」を中華思想の枠内で捉え「夷狄」の学問と見ていた。だがしかし、それを「排外的」な文脈から捉えるのではなく、「治国平天下」、すなわち忠雄が中華思想の枠組みの中で「公」に益する学問と認識していたことに着目することが重要である。ロシア南下を受けて以来、忠雄は国際情勢の訳出に手を出したが、それは幕府や藩に学者として仕官することを目的とした行動で、要人に読まれ知遇を得ることに一縷の望みを託し、商家中野姓ではなく、既に辞任していた通詞「志筑」姓を用い、中華思想にまみれた政治的な言葉で『鎖国論』を成したのである。
なお、忠雄の生前の著訳書は全て写本で成されていることから、これらの研究を進めるには、伝本を蒐集・校合し、作品の原型復元を模索した上で論じる姿勢が求められる。

## 主な訳著書
- 『万国管闚』1782年 - 大航海時代のいくつかの旅行記から和訳抜き書きした雑記帳。日本で初めてコーヒーについて言及したと言われる。
- 『八円儀及其用法之記』1798年 - Cornelis Douwes: Beschryving van het Octant.（1749年）の和訳。
- 『鎖国論』1801年 - エンゲルベルト・ケンペル（1651年 - 1716年、ドイツ人医師）著『日本誌』（1727年）のオランダ語版Beschryving van Japanの1733年第2版の付録第6章「Onderzoek, of het vanbelang is voor ’t Ryk van Japan om het zelve geslooten te houden, gelyk het nu is, en aan desselfs Inwooners niet toe te laaten Koophandel te dryven met uytheemsche Natien ’t zy binnen of buyten ’s Lands.」（日本国において自国人の出国、外国人の入国を禁じ、又此国の世界諸国との交通を禁止するにきわめて当然なる理）を訳出したもの。この和訳によって「鎖国」という言葉が誕生したと考えられている。
- 『暦象新書』（上編、中編・下編）1798年から1802年 - 原著はジョン・キール（John Keill, 1671年-1721年）の『真正なる自然学および天文学への入門書』（Introductiones ad Veram Physicam et veram Astronomiam）（1725年）のオランダ語版Inleidinge tot de waare natuur-en sterrekunde, of de natuur-en sterrekundige lessen van den heer Johan Keill ... : waar by gevoegt zyn deszelfs verhandelingen over de platte en klootsche driehoeks-rekeninge, over de middelpunts-kragten en over de wetten der aantrekkinge（1741年）の翻訳。アイザック・ニュートンやヨハネス・ケプラーの生んだ法則や概念を日本に紹介し、「引力」、「遠心力」、「求心力」、「重力」という語を生んだ書[27][28]。
- 『二国会盟録』1806年 - プレヴォ『旅行記集成』の蘭語版（Abbé Prévost: Historische Beschryving der Reizen. 1761）の中から、ネルチンスク条約締結現場に同行したジェルビヨン（フランス人宣教師）の紀行文を訳出したもの。
- 『三角算秘伝』 - 「ネイピアの法則」を日本に最初に紹介したとされる書。
- 『三種諸格』 - 1803年後半から1805年2月の間に成立。オランダ語における名詞の性と格を中心に文法を説いた書。各種オランダ語文典に基づいて編まれた。
- 『蘭学生前父』 - 1803年後半から1805年2月の間に成立。実例を交えながらオランダ語文の和訳法を説いた書。翻訳の理念面に荻生徂徠を、実践面に本居宣長の言語学を援用している。漢文まがいのいわゆる「欧文訓読」的な翻訳を批判し、初めてオランダ語をオランダ語として理解し、その性質を分析した上でその適切な和訳を説いた、日本史上初の「欧文和訳論」である。

## 関連文献
- 大島明秀「志筑忠雄訳「鎖国論」の誕生とその受容」『蘭学のフロンティア―志筑忠雄の世界 志筑忠雄没後200年記念国際シンポジウム報告書』長崎文献社、2007年11月、110-122頁。ISBN 978-4-88851-079-0。
- 大島明秀「津市図書館稲垣文庫蔵「柬砂葛記」について―志筑忠雄訳「阿羅祭亜来歴」の一転写本―」『国文研究』第59号、2014年、1-13頁、CRID 1050282813791866112、hdl:2324/1449084、ISSN 0914-8345。
- 大島明秀「伝吉村迂斎序を付したのは誰か―志筑忠雄「暦象新書」受容史の一駒―」『文彩』第15号、2019年、24-31頁、CRID 1050285299763785984、hdl:2324/2232314。
- 大島明秀「泉屋家旧蔵「オランダ語文法書」と志筑忠雄「助詞考」」『鳴滝紀要』第29号、2019年、1-8頁、CRID 1050017057728056064、hdl:2324/2232313。
- 大島明秀「神戸市立博物館蔵、有志筑忠雄序「万国管闚」について」『国文研究』第64号、2019年、51-68頁、CRID 1050861482657996544、hdl:2324/2334002。
- 小林龍彦「中野忠雄輯「三角算秘傳」について」『鳴滝紀要』第10号、2000年、1-13頁。
- 杉本つとむ『江戸時代蘭語学の成立とその展開』 第1部、早稲田大学出版部〈長崎通詞による蘭語の学習とその研究〉、1976年。NDLJP:13751569。
- 原田博二「阿蘭陀通詞志筑家について」『蘭学のフロンティア―志筑忠雄の世界 志筑忠雄没後200年記念国際シンポジウム報告書』長崎文献社、2007年11月、20-27頁。ISBN 978-4-88851-079-0。
- 松尾龍之介『長崎蘭学の巨人―志筑忠雄とその時代』弦書房、2007年。ISBN 978-4-902116-95-3。
- 吉田忠「中天游の『暦象新書』研究」『適塾』第37号、2004年、78-89頁、CRID 1524232505589461120、ISSN 0916-4030。
- 吉田忠「志筑忠雄―独創的思索家―」『九州の蘭学―越境と交流』思文閣出版、2009年、102-108頁。ISBN 978-4-7842-1410-5。
- 吉田光邦『江戸の科学者たち』社会思想社〈現代教養文庫〉、1969年。NDLJP:12590380。